# Automolius sordidus
Automolius sordidus är en skalbaggsart som beskrevs av Britton 1957. Automolius sordidus ingår i släktet Automolius och familjen Melolonthidae. Inga underarter finns listade.